# Laryssa Chmjalnizkaja
Laryssa Chmjalnizkaja (belarussisch Лариса Хмяльніцкая, engl. Transkription Larysa Khmialnitskaya, russisch Лариса Хмельницкая – Larissa Chmelnizkaja – Larisa Khmelnitskaya, geborene russisch Рамазанова – Ramasanowa – Ramasanova; * 23. September 1971 in Saransk) ist eine ehemalige belarussische Geherin.
Nach dem Zerfall der Sowjetunion startete sie zunächst für Russland. Über 10 km wurde sie jeweils Fünfte bei den Leichtathletik-Europameisterschaften 1994 in Helsinki und bei den Leichtathletik-Weltmeisterschaften 1995 in Göteborg. 1995 wurde sie russische Meisterin über 20 km Gehen.
Als Belarussin nahm sie dann an den Weltmeisterschaften 1997 in Athen teil, schied aber über 10.000 m in der Vorrunde aus. Bei den Olympischen Spielen 2000 in Sydney belegte sie über 20 km den 32. Platz.

## Persönliche Bestzeiten
- 10 km: 41:29 min, 4. Juni 1995, Ischewsk
- 20 km: 1:28:56 h, 13. Mai 2000, Salihorsk